# Nithi
Nithi of Meru South was een Keniaans district in de provincie Mashariki. Het district telde 205.451 inwoners (1999) en heeft een bevolkingsdichtheid van 188 inw/km². Ongeveer 4,2% van de bevolking leeft onder de armoedegrens en ongeveer 59,0% van de huishoudens heeft beschikking over elektriciteit. Nithi vormt met Tharaka sinds 2013 de county Tharaka-Nithi.